# Barrandovský most
Barrandovský most je pražský silniční most přes řeku Vltavu vybudovaný v letech 1978–1988 (do roku 1990 Most Antonína Zápotockého). Spojuje čtvrť Hlubočepy na levém břehu a Braník na pravém břehu, je pojmenován podle Barrandova, podle přilehlé Barrandovské skály a navazující komunikaci K Barrandovu. Má čtyři pruhy v každém směru, je přístupný i chodcům a cyklistům. Tvoří součást vnitřního Městského okruhu.
Jde o nejrozsáhlejší a automobily nejvytíženější komunikací v Praze. Denně přes něj podle statistiky v roce 2023 projelo 142 000 vozidel. Z hlediska přepravy osob je vytíženější Nuselský most, který díky zabudované lince metra C přepraví jen veřejnou dopravou denně přes 300 tisíc osob, dalších 160 tisíc lidí zde jede v automobilech.[chybí lepší zdroj]

## Popis
Šířka mostu kolísá od 40 do 55 m, celková délka mostu je 352 m. Mostovka se nachází ve výši 15 m nad hladinou Vltavy, rozpětí polí jsou 34 + 61 + 71 + 72 + 66 + 45 m. Barrandovský most je spolu s Holešovickým železničním mostem jeden ze dvou šikmých mostů přes řeku v Praze, svírá s řekou ostrý úhel (53 stupňů). Na levobřežním vyústění mostu se nalézá půdorysně složitá, neúplná a zčásti mimoúrovňová křižovatka čtyřproudých komunikací. Na Městský okruh se zde napojuje Chuchelská radiála (Strakonická) a tzv. Barrandovská spojka (K Barrandovu) sloužící jako spojka na Pražský okruh. Směry Chuchelská radiála a Barrandovská spojka nejsou navzájem propojeny.

### Architektura
Most byl postaven ve stylu brutalismu, většina povrchů je z betonu. Architektem dopravního uzlu byl Karel Filsak. Na předmostích jsou umístěny ohromné betonové plastiky sochaře Josefa Klimeše z let 1989-1990. Na pravém břehu je to Rovnováha, přezdívaná „Červ dobyvatel“. Na levém břehu to jsou dvě betonové mísy. Tomuto dílu, které slouží jako zastřešení schodiště, se přezdívá „Hroší lázeň“ a „Sloní lázeň“. Zmíněná „Hroší lázeň“ se využívá k provozování tzv. industriálního alpinismu, což jsou horolezecké aktivity, zaměřené na objekty, které jsou dílem člověka – například pilíře mostů, výškové budovy, tovární komíny a jiné stavby. Prvovýstup na „Hroší lázeň“ uskutečnili tři lezci 3. března 2003.

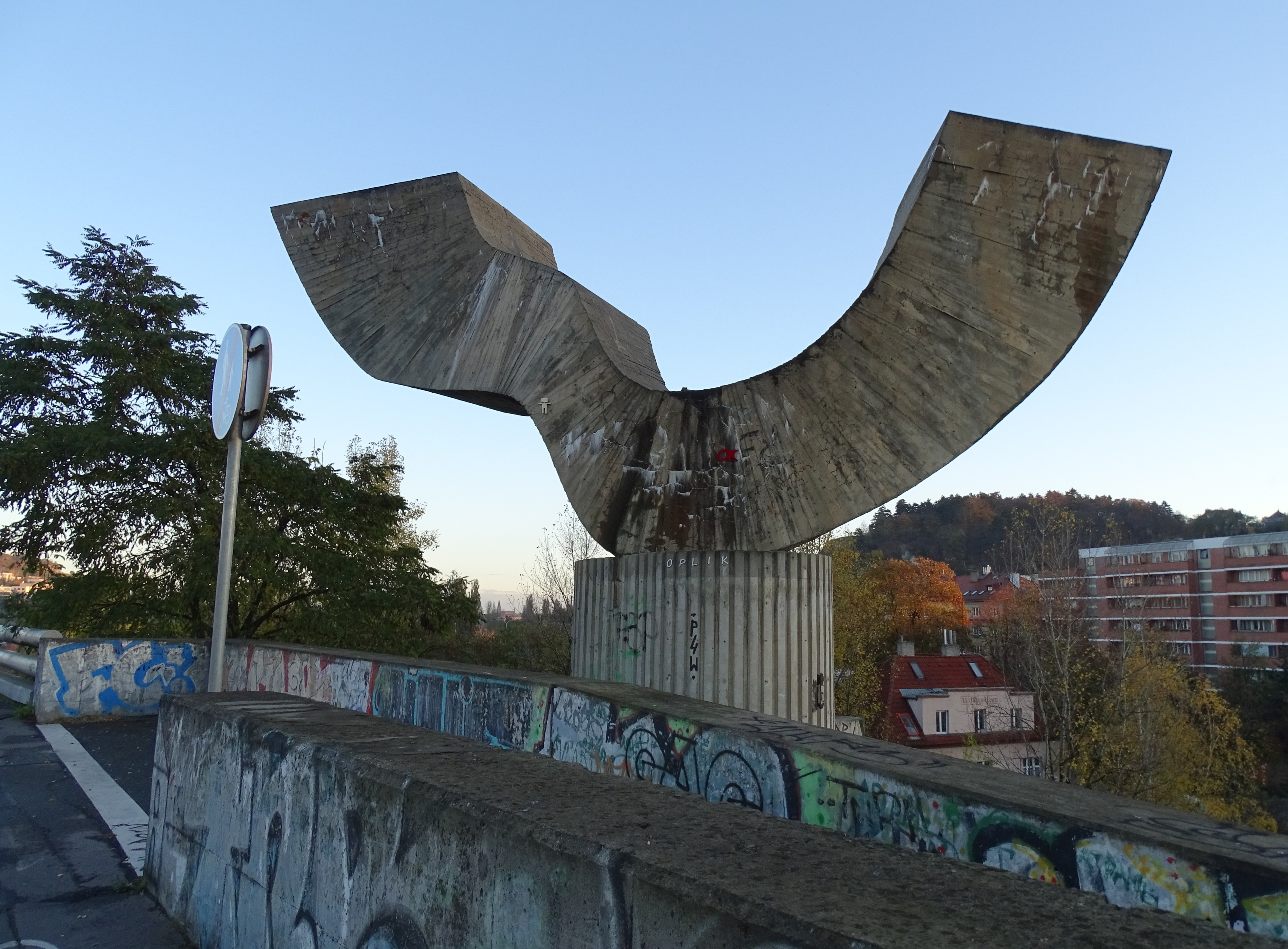
Plastika Rovnováha
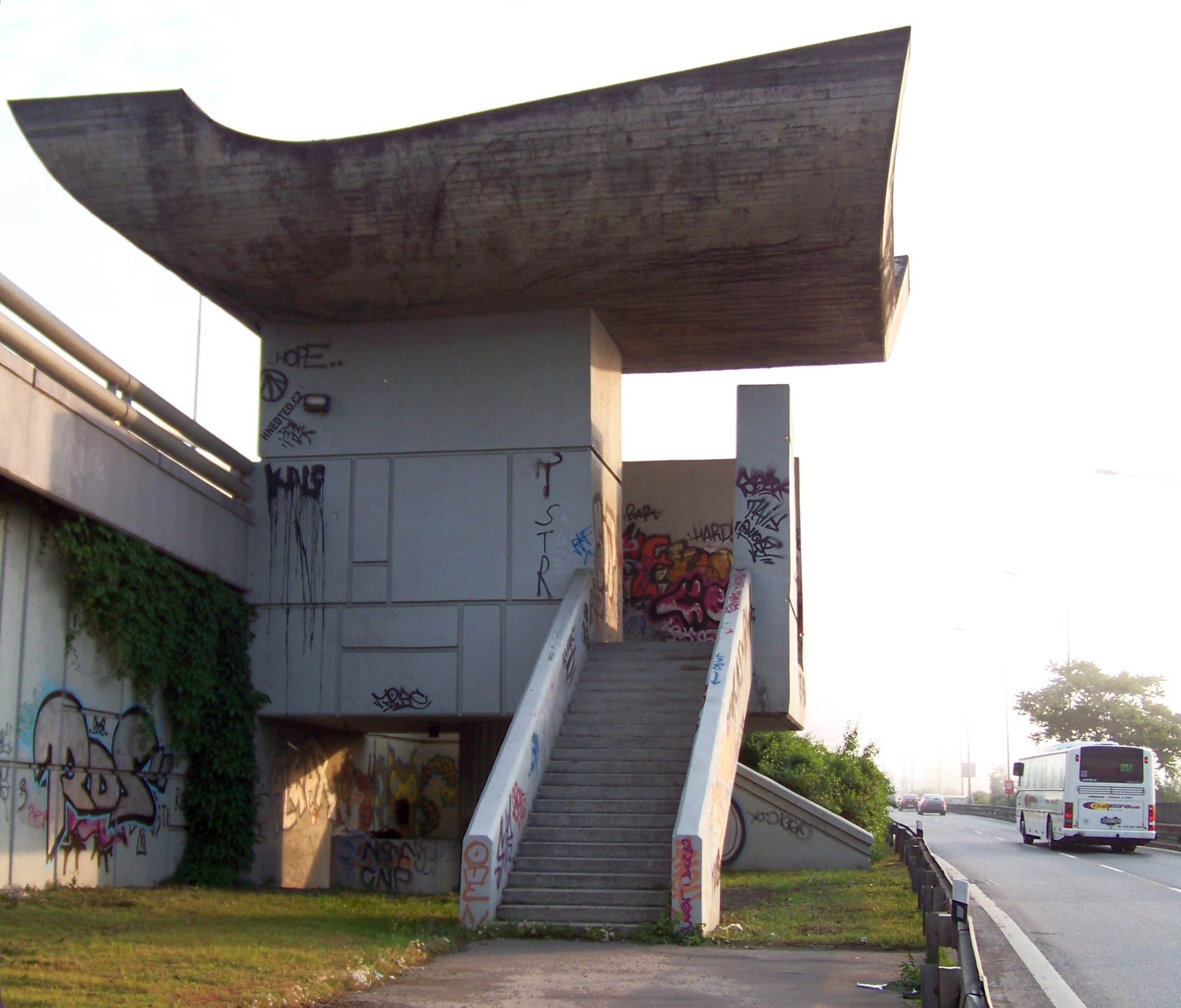
Severní menší „Hroší lázeň“
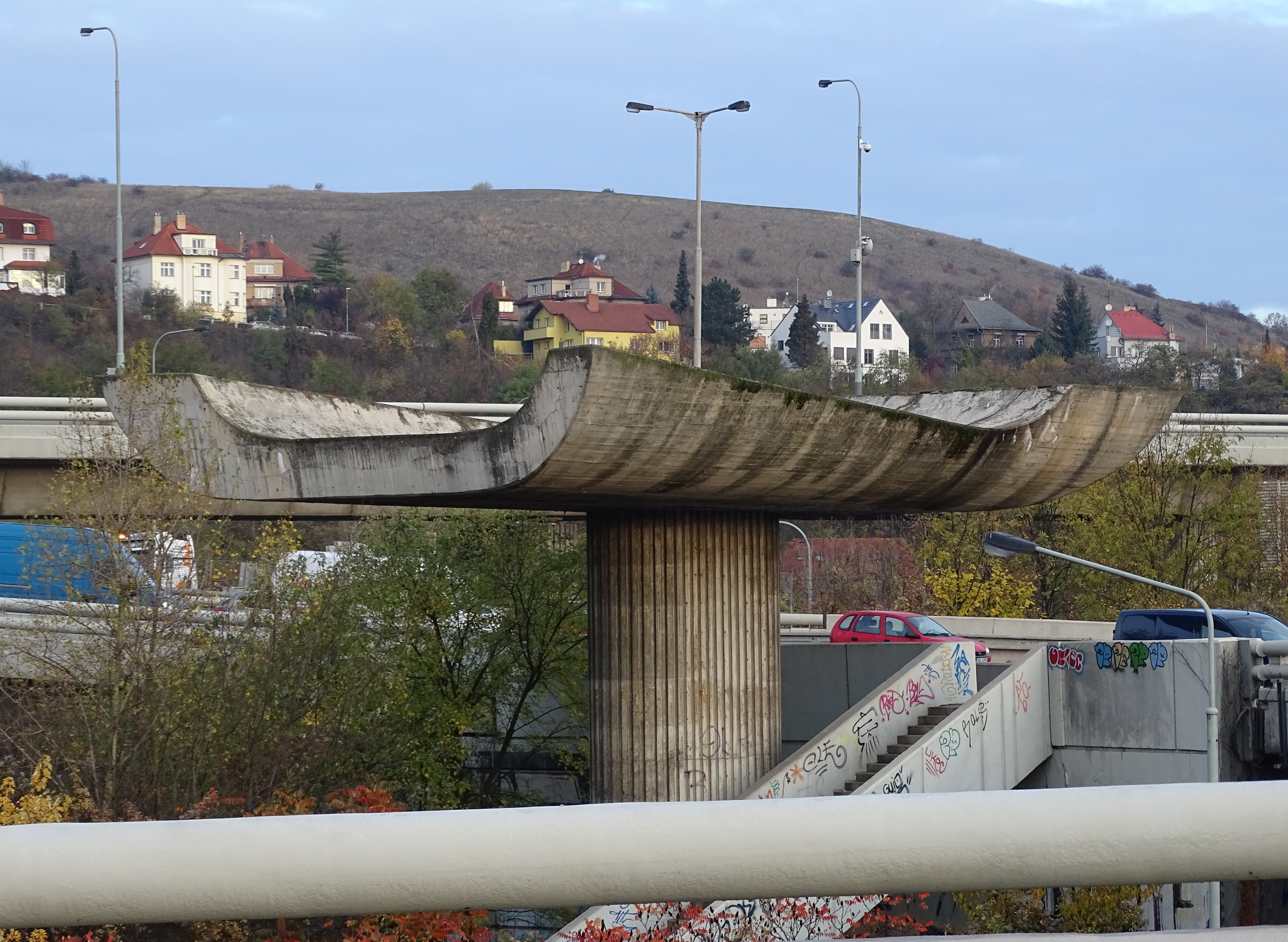
Jižní větší „Sloní lázeň“
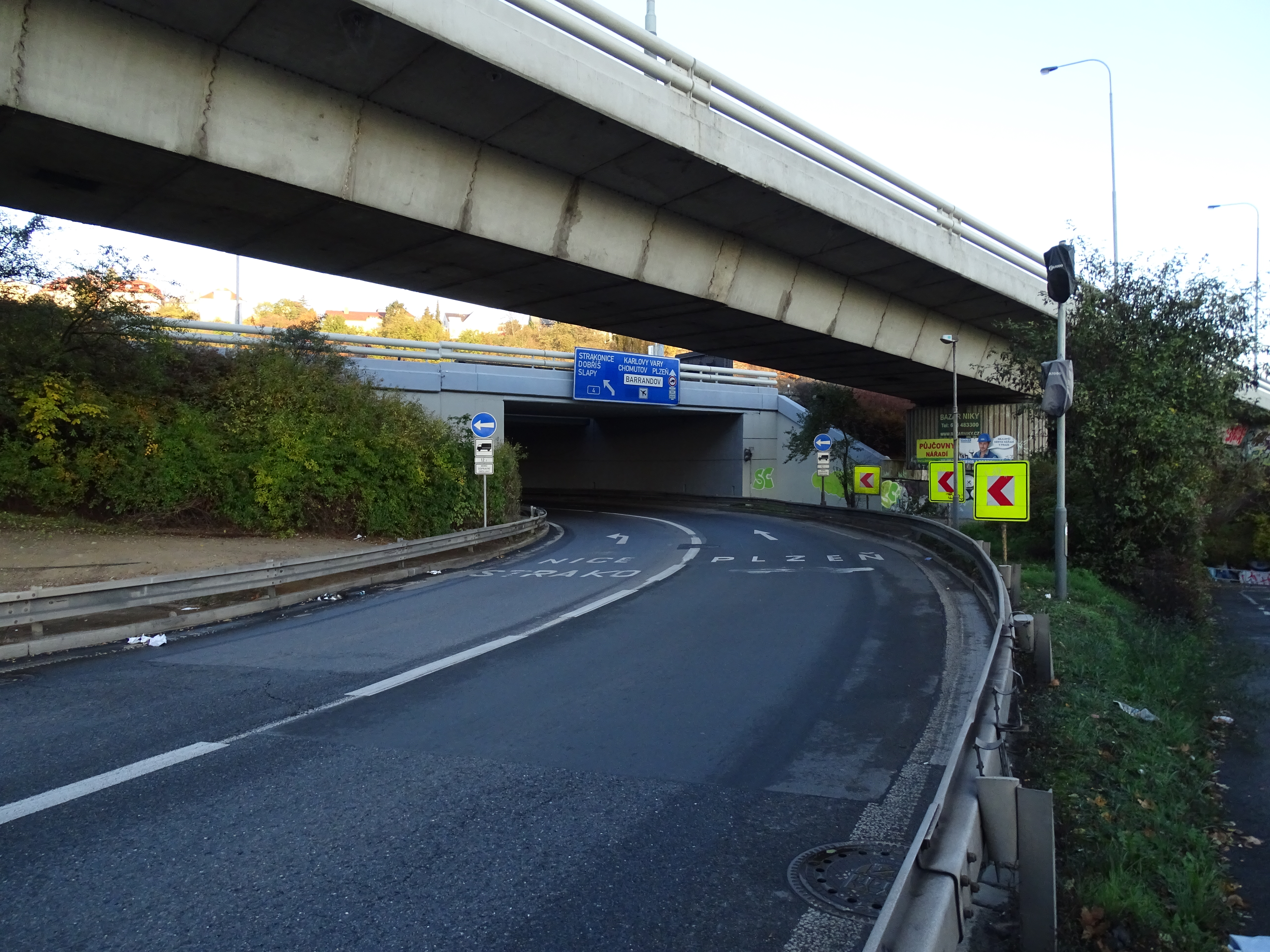
Podjezd „Myší díra“ k ulici K Barrandovu a Strakonická

## Historie

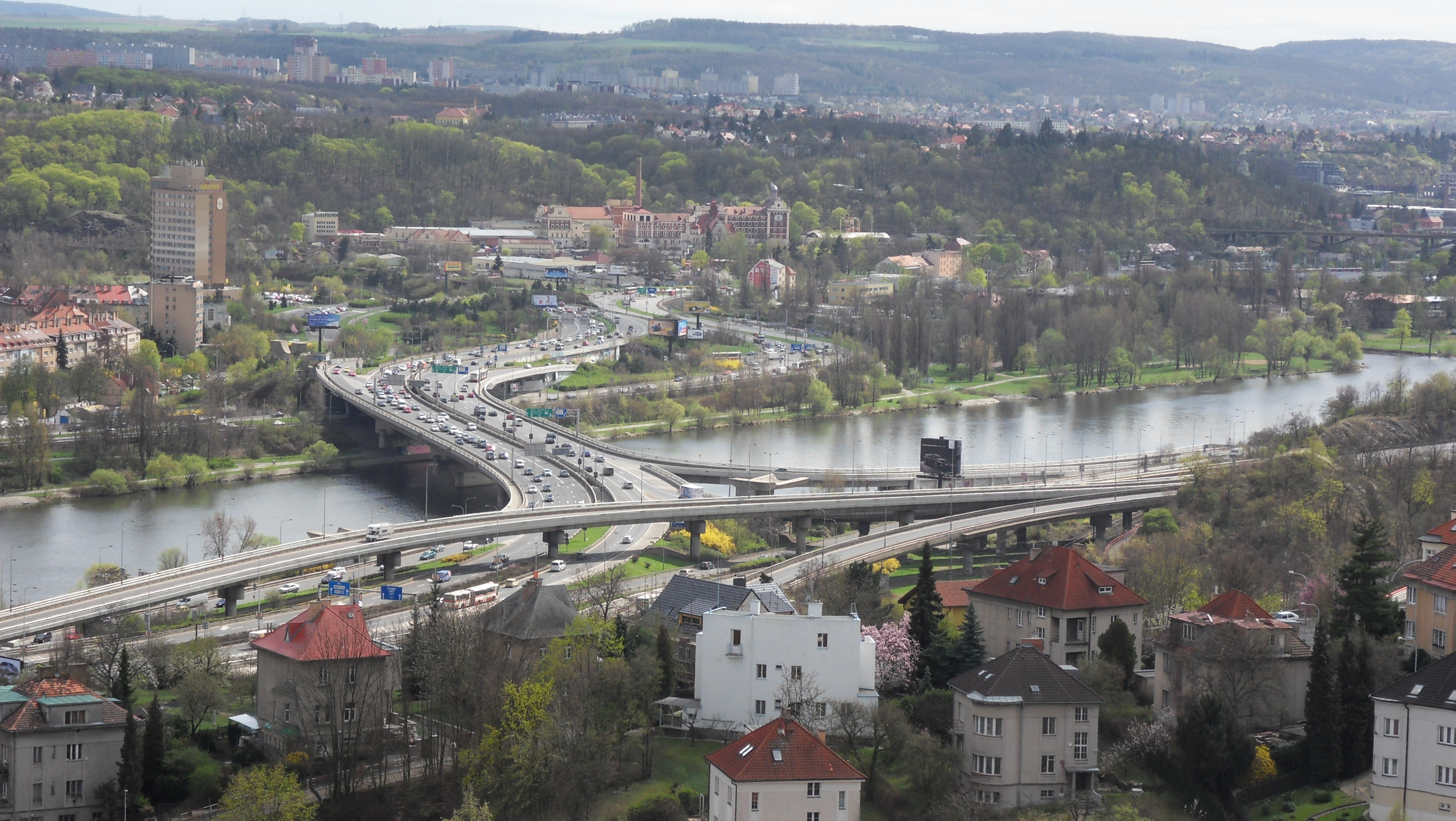
Barrandovský most z výšky

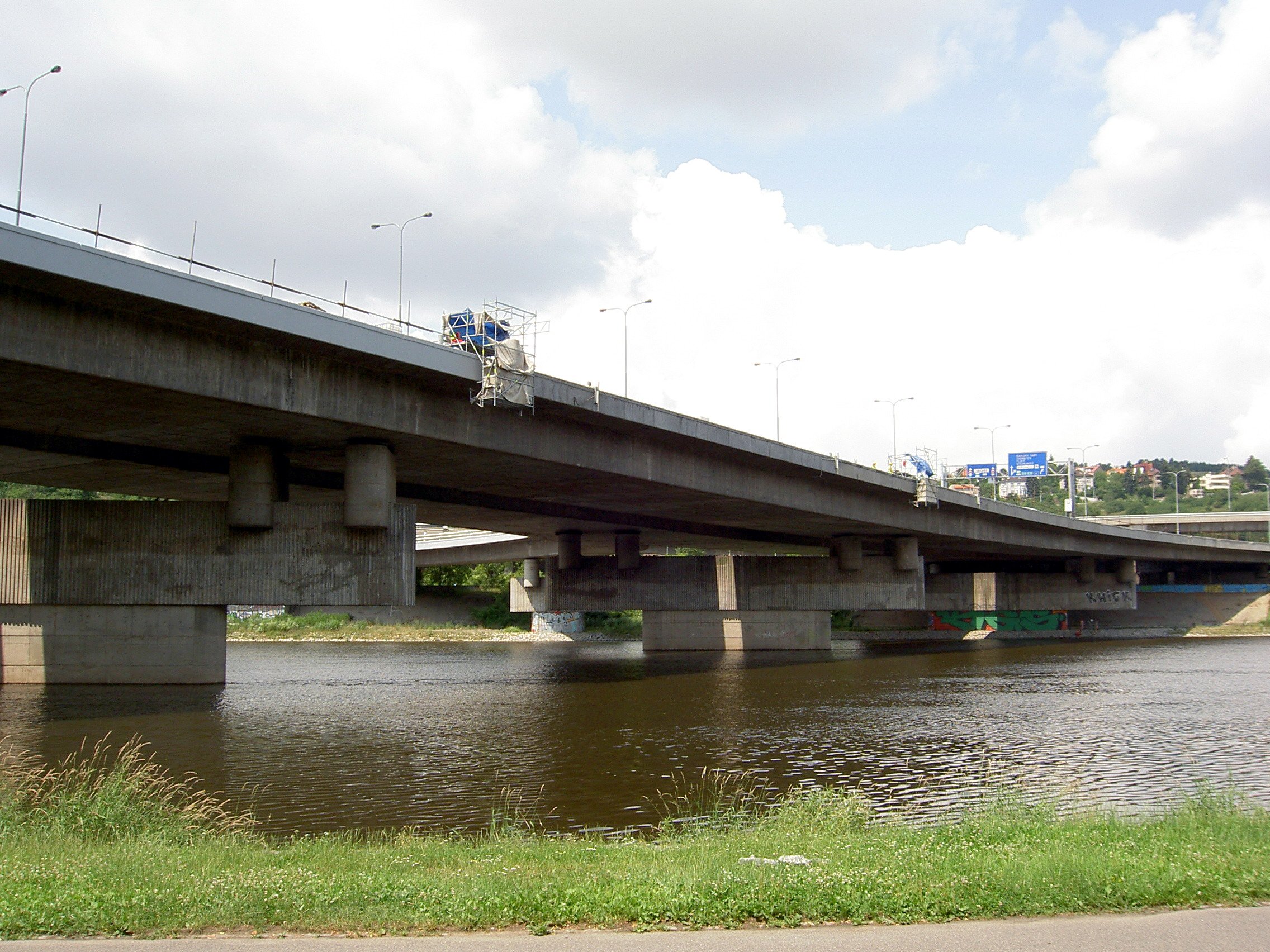
Pohled na Barrandovský most zespodu

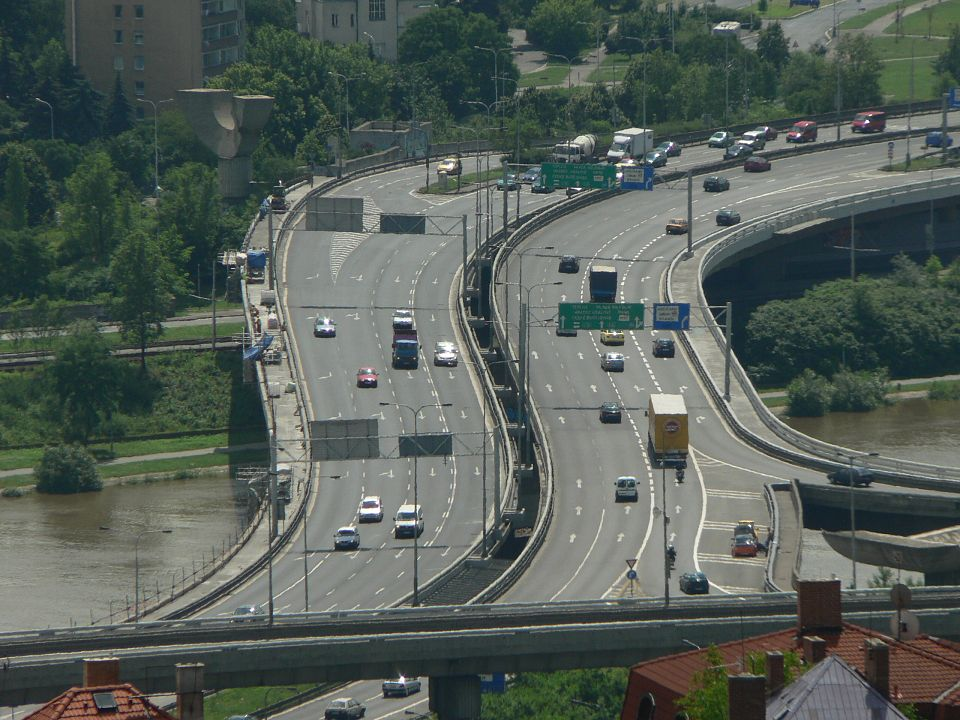
Provoz na Barrandovském mostě

Již od 18. století v těchto místech umožňoval přechod řeky pontonový most. Po 1. světové válce vznikl velkorysý projekt dvou mostů v různých výškách, které měly spojit Hlubočepy s Braníkem a Dívčí hrady s Kavčími horami. V období po 2. světové válce byl již navrhován jediný most, vzniklo celkem 13 koncepčních variant, z nichž některé počítaly s tunely pod barrandovskými terasami. V srpnu 1976 byla nakonec vybrána varianta šikmého přemostění.

### Výstavba
Přípravné práce začaly v roce 1978. Jižní polovina byla zprovozněna 20. září 1983, severní v roce 1988. Most byl postaven jako šestipolový spojitý nosník z předpjatého betonu podle návrhu inženýrů Jiřího Hejnice, Pavla Tripala a architekta Karla Filsaka. Pro svou složitou půdorysnou dispozici byl betonován na skruži.

### Provoz
Před dokončením jižní části Pražského okruhu přes něj projížděla většina tranzitu ve směru východ–západ včetně spojení dálnice D1 z Brna a dálnice D5 z Plzně. Po vyloučení kamionové a další dopravy na Pražský okruh v roce 2010 zátěž klesla krátkodobě na 80 tisíc vozidel, později se však opět zvýšila na 136 000 aut denně v roce 2014 a opět se Barrandovský most stal nejvytíženější českou komunikací.

### Rekonstrukce
V letech 2022-2024 proběhla první větší rekonstrukce mostu. I když byl most z části průjezdný, plnohodnotná objížďka mostu neexistovala, což způsobovalo dopravní problémy. Rekonstrukce byla ukončena o rok dříve než bylo plánováno, ale její cena se zvýšila z původních 594,5 miliónů Kč na 1,14 miliardy korun.

## Statistiky
Průjezd vozidel po tomto mostě ve vybraných letech je uveden v tabulce. Co se týče cyklistické dopravy, chodníky po obou stranách mostu využívalo v roce 2023 v sezóně v obou směrech zhruba 800 cyklistů denně.
| Rok  | Počet vozidel za den |
| ---- | -------------------- |
| 2006 | 127 000              |
| 2008 | 137 000              |
| 2010 | 132 000              |
| 2014 | 136 000              |
| 2017 | 142 000              |
| 2024 | 142 000              |

## Pojmenování
- 1981–1990: most Antonína Zápotockého (Antonín Zápotocký)
- od 1990: Barrandovský most (Barrandov)